# La Roche-Derrien
La Roche-Derrien is een plaats en voormalige gemeente in het Franse departement Côtes-d'Armor, in de regio Bretagne. De plaats maakt deel uit van het arrondissement Lannion.

## Geschiedenis
La Roche-Derrien is op 1 januari 2019 gefuseerd met de gemeenten Hengoat, Pommerit-Jaudy en Pouldouran tot de gemeente La Roche-Jaudy.  

## Geografie
De oppervlakte van La Roche-Derrien bedraagt 1,8 km².
De onderstaande kaart toont de ligging van La Roche-Derrien met de belangrijkste infrastructuur en aangrenzende gemeenten.

## Demografie
Onderstaande figuur toont het verloop van het inwonertal.